# Giorgio I d'Assia-Darmstadt
Giorgio I d'Assia-Darmstadt (Kassel, 10 settembre 1547 – Darmstadt, 7 febbraio 1596) fu langravio d'Assia-Darmstadt dal 1567 al 1596.

## Biografia
Era il quarto figlio del langravio d'Assia Filippo il Magnanimo, e di sua moglie, Cristina di Sassonia.

## Regno
A seguito della morte del padre, nel 1567, l'Assia venne divisa tra i quattro figli. Giorgio I ricevette l'alta contea di Katzenelnbogen e scelse Darmstadt come sua residenza ufficiale.
Determinato, Giorgio iniziò a trasformare la città di Darmstadt in una città residenziale. Il castello fu ampliato e fortificato con fossati e bastioni. Nel castello furono costruiti l'armeria e le scuderie, nonché un nuovo edificio per le autorità governative. Anche l'ampio giardino del palazzo ("Herrngarten") a nord del palazzo è stato creato per la rappresentazione principesca. Dal 1572 al 1580, il costruttore Jakob Kesselhuth trasformò una tenuta in residenza di caccia di Kranichstein.
Il padre di Giorgio si convertì alla dottrina luterana nel 1524 e attuò questa Riforma anche nel suo Langraviato. Sia gli ecclesiastici che i sudditi dovevano professare la “retta fede”. Per apprenderlo, Giorgio introdusse l'istruzione obbligatoria.
Il suo governo era caratterizzato da un grande zelo per il lavoro, una severità inflessibile e standard morali estremamente rigidi. Presumibilmente, quindi, l'Assia-Darmstadt, a differenza delle aree dell'Assia dei suoi fratelli, fu coinvolta nella prima ondata della prima caccia alle streghe moderna. Sotto il suo governo, sono state registrate 37 esecuzioni per stregoneria tra il 1582 e il 1590, tra cui Wolf Weber di circa 11 anni e una ragazza di circa 16 anni.
D'altra parte, sotto il suo governo, Darmstadt non solo conobbe un boom economico (il numero degli abitanti raddoppiò), ma anche i primi elementi di un sistema sociale, come la costruzione di una casa per i poveri nel 1592 e l'educazione degli orfani nel castello dal 1594.

## Matrimoni

### Primo Matrimonio
Giorgio sposò il 17 agosto 1572, la principessa Maddalena di Lippe (24 febbraio 1552-26 febbraio 1587), figlia del conte Bernardo VIII di Lippe. Ebbero dieci figli:
- Filippo Guglielmo (nato e morto nel 1576);
- Luigi (1577–1626);
- Cristina (1578–1596), sposò Federico Magno di Erbach;
- Elisabetta (1579–1655), sposò Giovanni Casimiro di Nassau-Saarbrücken;
- Maria Edvige (1580-1582);
- Filippo (1581–1643), langravio d'Assia-Butzbach;
- Anna (1583–1631), sposò Albert Otto von Solms-Laubach;
- Federico (1585–1633), langravio d'Assia-Homburg;
- Maddalena (nata e morta nel 1586),
- Giovanni (nato e morto nel 1587).

### Secondo Matrimonio
Sposò, il 25 maggio 1589, Eleonora di Württemberg (22 marzo 1552-12 gennaio 1618), figlia di Cristoforo di Württemberg. Ebbero un figlio:
- Enrico (1590-1601)

## Morte
Egli morì il 7 febbraio 1596 e il langraviato passò al suo figlio Luigi.

## Ascendenza
|                              |                         |                                   | Genitori                          |  |  | Nonni |  |  | Bisnonni              |  |  | Trisnonni           |  |
|                              |                         |                                   |                                   |  |  |       |  |  | Ludovico II il Franco |  |  | Ludovico I di Assia |  |
|                              |                         |                                   |                                   |  |  |       |  |  | Ludovico II il Franco |  |  | Ludovico I di Assia |  |
|                              |                         | Anna di Sassonia                  |                                   |  |  |       |  |  | Ludovico II il Franco |  |  |                     |  |
| Guglielmo II d'Assia         |                         |                                   |                                   |  |  |       |  |  | Ludovico II il Franco |  |  |                     |  |
|                              |                         | Matilde di Württemberg            | Ludovico I di Württemberg-Urach   |  |  |       |  |  |                       |  |  |                     |  |
|                              |                         | Matilde di Württemberg            | Ludovico I di Württemberg-Urach   |  |  |       |  |  |                       |  |  |                     |  |
|                              |                         | Matilde di Württemberg            | Matilde del Palatinato            |  |  |       |  |  |                       |  |  |                     |  |
| Filippo I d'Assia            |                         | Matilde di Württemberg            |                                   |  |  |       |  |  |                       |  |  |                     |  |
|                              |                         | Magnus II di Meclemburgo-Schwerin | Enrico IV di Meclemburgo-Schwerin |  |  |       |  |  |                       |  |  |                     |  |
|                              |                         | Magnus II di Meclemburgo-Schwerin | Enrico IV di Meclemburgo-Schwerin |  |  |       |  |  |                       |  |  |                     |  |
|                              |                         | Magnus II di Meclemburgo-Schwerin | Dorotea di Brandeburgo            |  |  |       |  |  |                       |  |  |                     |  |
| Anna di Meclemburgo-Schwerin |                         | Magnus II di Meclemburgo-Schwerin |                                   |  |  |       |  |  |                       |  |  |                     |  |
|                              |                         | Sofia di Pomerania-Wolgast        | Eric II di Pomerania-Wolgast      |  |  |       |  |  |                       |  |  |                     |  |
|                              |                         | Sofia di Pomerania-Wolgast        | Eric II di Pomerania-Wolgast      |  |  |       |  |  |                       |  |  |                     |  |
|                              |                         | Sofia di Pomerania-Wolgast        | Sofia di Pomerania-Stolp          |  |  |       |  |  |                       |  |  |                     |  |
| Giorgio I d'Assia-Darmstadt  |                         | Sofia di Pomerania-Wolgast        |                                   |  |  |       |  |  |                       |  |  |                     |  |
|                              | Alberto III di Sassonia | Federico II di Sassonia           |                                   |  |  |       |  |  |                       |  |  |                     |  |
|                              | Alberto III di Sassonia | Federico II di Sassonia           |                                   |  |  |       |  |  |                       |  |  |                     |  |
|                              | Alberto III di Sassonia | Margherita d'Austria              |                                   |  |  |       |  |  |                       |  |  |                     |  |
| Giorgio di Sassonia          | Alberto III di Sassonia |                                   |                                   |  |  |       |  |  |                       |  |  |                     |  |
|                              |                         | Sidonia di Boemia                 | Giorgio di Boemia                 |  |  |       |  |  |                       |  |  |                     |  |
|                              |                         | Sidonia di Boemia                 | Giorgio di Boemia                 |  |  |       |  |  |                       |  |  |                     |  |
|                              |                         | Sidonia di Boemia                 | Cunegonda di Sternberg            |  |  |       |  |  |                       |  |  |                     |  |
| Cristina di Sassonia         |                         | Sidonia di Boemia                 |                                   |  |  |       |  |  |                       |  |  |                     |  |
|                              |                         | Casimiro IV di Polonia            | Ladislao II Jagellone             |  |  |       |  |  |                       |  |  |                     |  |
|                              |                         | Casimiro IV di Polonia            | Ladislao II Jagellone             |  |  |       |  |  |                       |  |  |                     |  |
|                              |                         | Casimiro IV di Polonia            | Sofia Alšėniškė                   |  |  |       |  |  |                       |  |  |                     |  |
| Barbara Jagellona            |                         | Casimiro IV di Polonia            |                                   |  |  |       |  |  |                       |  |  |                     |  |
|                              |                         | Elisabetta d'Asburgo              | Alberto II d'Asburgo              |  |  |       |  |  |                       |  |  |                     |  |
|                              |                         | Elisabetta d'Asburgo              | Alberto II d'Asburgo              |  |  |       |  |  |                       |  |  |                     |  |
|                              |                         | Elisabetta d'Asburgo              | Elisabetta di Lussemburgo         |  |  |       |  |  |                       |  |  |                     |  |
|                              |                         | Elisabetta d'Asburgo              |                                   |  |  |       |  |  |                       |  |  |                     |  |